# 동해해양경찰서
동해해양경찰서(東海海洋警備安全署, Donghae Coast Guard)는 해상경비, 해양안전 관리, 해상치안질서 유지, 해양오염 방지 등의 업무를 수행하기 위하여 설립된 대한민국 해양경찰청 동해지방해양경찰청 소속의 특별지방행정기관으로 동해해양경찰서장은 총경(4급 상당)으로 보한다. 강원특별자치도 동해시 임항로 29(부곡동 산14)에 위치하고 있다.

## 조직
| - 경무기획과 - 경무계 - 홍보팀 - 경리계 - 청문감사계 - 경비구난과 - 경비계 - 상황실 - 122구조대 | - 장비관리과 - 정비계 - 보급계 - 정보통신계 - ICT관제실(전산) - ICT관제실(통신) - 해상안전과 - 안전관리계 - 해상교통계 - 수상레저계 | - 수사과 - 수사계 - 형사계 - 기획수사팀 - 정보과 - 정보계 - 보안계 - 외사계 | - 해양오염방제과 - 방제계 - 예방지도계 |

## 소속기관
| 명칭       | 사진 | 주소                         | 관할구역 | 출장소                                                   |
| ---------- | ---- | ---------------------------- | -------- | -------------------------------------------------------- |
| 묵호파출소 |      | 동해시 일출로 92-52          |          | 정동출장소 금진출장소 대진출장소 어달출장소 향로봉출장소 |
| 울릉파출소 |      | 울릉군 울릉읍 울릉순환로 179 |          | 도동출장소 현포출장소 천부출장소                         |
| 삼척파출소 |      | 삼척시 이사부길 44           |          | 오분출장소 덕산출장소 초곡출장소                         |
| 임원파출소 |      | 삼척시 임원항구로 12-18      |          | 장호출장소 호산출장소                                    |

## 보유 함정
- 5001함
- 3007함
- 1511함
- 1512함
- 1513함